# Bataille d'Assandun
 (juin 2025).

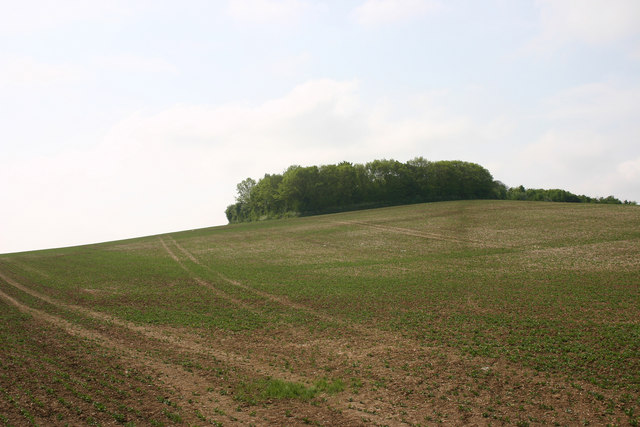
La colline d'Ashingdon, un emplacement possible de la bataille.

La bataille d'Assandun également connue sous le nom de bataille d'Ashingdon, se déroule le 18 octobre 1016. Elle oppose le roi d'Angleterre Edmond Côte-de-Fer au Danois Knut le Grand et se solde par une victoire de ce dernier et mène à la conquête du royaume d'Angleterre par les Danois.

## Contexte
En 1015, Knut le Grand quitte le Danemark avec une flotte de 200 navires transportant environ 10 000 hommes. Selon la Chronique anglo-saxonne, il débarque d’abord à Sandwich, puis navigue vers le Wessex et remonta la rivière Frome. Il mène ensuite des raids dans le Dorset, le Wiltshire et le Somerset. Edmond Côte-de-Fer, fils du roi Æthelred le Malavisé, prend la tête de la résistance anglaise, sans succès notable.
Au début de l’année 1016, les forces de Knut se dirigent vers le nord et occupent la Northumbrie. Après la mort de son père le 23 avril 1016, Edmond devient roi et parvient temporairement à repousser les Danois qui assiègent Londres. Plusieurs affrontements ont lieu, dont la bataille de Brentford (en), où les Anglais l’emportent. Edmond poursuit ensuite les troupes danoises jusqu’à Ashingdon ou à Ashdon, l’identification exacte du site restant débattue.

## Déroulement
Edmond tente de surprendre les Danois alors qu’ils retournent vers leurs navires. Toutefois, Knut est informé de ce plan et prit ses dispositions. D’après le Gesta Cnutonis Regis, les Danois portent un étendard magique représentant un corbeau visible uniquement avant la bataille.
Lorsque les deux armées s’affrontent, les forces anglaises, menées par Edmond, lancent une charge qui brise la ligne de front danoise. Malgré cet avantage initial, les pertes anglaises sont supérieures à celles des Danois au fil du combat. Après la tombée de la nuit, une partie de l’armée anglaise, dirigée par Eadric Streona de Mercie, quitte le champ de bataille, acte qualifié de trahison dans la Chronique anglo-saxonne.

## Conséquences
À la suite de la défaite, Edmond conclue un traité avec Knut, lui cédant la souveraineté sur tous les royaumes anglais à l’exception du Wessex. À la mort d’Edmond peu de temps après, Knut devient le souverain de toute l’Angleterre. Son fils, Hardeknut, lui succède. La domination danoise prit fin quelques décennies plus tard, avec la conquête normande en 1066.